# Atractus boimirim
Atractus boimirim – gatunek węża z rodziny połozowatych (Colubridae), występujący endemicznie w Brazylii.

## Systematyka
Gatunek ten został opisany w 2016 roku przez Paulo Passosa, Anę L.C. Prudente i Johna D. Lyncha pod nazwą Atractus boimirim. Holotyp (dorosły samiec o oznaczeniu MPEG 17908) odłowili pomiędzy 14 listopada 1988 a 29 marca 1989 N. Jorge da Silva Jr. i współpracownicy w czasie operacji ratowania zwierząt na terenie budowanej w Brazylii elektrowni wodnej Usina Hidrelétrica Samuel (8°45′S 63°27′W/-8,750000 -63,450000), na rzece Jamari w stanie Rondônia na wysokości około 100 m n.p.m. Autorzy przebadali też 16 paratypów odłowionych w miejscu typowym i kilku innych lokalizacjach. Wcześniej przedstawicieli tego gatunku uznawano za Atractus insipidus.

### Etymologia
- Atractus: gr. ατρακτος atraktos „wrzeciono, strzała”[4].
- boimirim: epitet gatunkowy pochodzi od słów z języka Indian Tupi (bóî = wąż; mirim = mały)[3].

## Występowanie
Gatunek ten występuje w zachodniej części brazylijskiej Amazonii od gminy Porto Velho w stanie Rondônia na północny wschód do gmin Itaituba i Juruti w międzyrzeczu Madeiry i Tapajós, w zakresie wysokości 30–145 m n.p.m.

## Morfologia
Jest to małej wielkości wąż o małej głowie, której szerokość jest podobna do szerokości szyi, i małych oczach. Grzbiet i głowa od beżowej do jasnobrązowej, czasami głowa nieco ciemniejsza, z szeregiem naprzemiennych, ukośnych, często nieregularnych czarnych plam. Brzuch jednolicie kremowobiały lub pokryty brązowymi kropkami głównie na bocznych częściach.
Wymiary:
|                          | Samiec   | Samica   |
| Długość SVL (mm)         | 150–270  | 180–390  |
| Łuski brzuszne           | 143–154  | 150–162  |
| Łuski grzbietowe (rzędy) | 15/15/15 | 15/15/15 |
| Tarczki podogonowe       | 23–28    | 18–23    |

## Ekologia
Autorzy pierwszego opisu podali, że gatunek zamieszkuje amazoński las deszczowy. Brak informacji o diecie tego gatunku.

## Status
W Czerwonej księdze gatunków zagrożonych IUCN Atractus boimirim nie jest opisany.